# Obelisk Mountain
Der Obelisk Mountain ist ein 2200 m hoher Berg im ostantarktischen Viktorialand. In der Asgard Range des Transantarktischen Gebirges ragt er zwischen dem Catspaw-Gletscher und Mount Odin auf. 
Die vom australischen Geologen Thomas Griffith Taylor (1880–1963) geführte Westgruppe der Terra-Nova-Expedition (1910–1913) unter der Leitung des britischen Polarforschers Robert Falcon Scott gab ihm den deskriptiven Namen, weil er sie an einen Obelisken erinnerte.